# GameSpot
GameSpot je videoigraća web stranica koja prikazuje vijesti, izvješća, recenzije, slike, downloade, te ostale informacije. Stranicu su u svibnju 1996. pokrenuli Pete Deemer, Vince Broady i Jon Epstein. Kupio je je ZDNet, tvrtka koja je kasnije prodana CNET-u. CBS Interactive, koji je 2008. kupio CNET Networks, trenutni je vlasnik GameSpota. GameSpot.com je jedna od 200 najposjećenijih web stranica, prema podacima Alexa Interneta. Uz informacije koje pruža GameSpot, stranica omogućava suradnicima da sami uređuju i postavljaju izvješća, blogove i forume.
2004. godine, GameSpot je osvojio nagardu za "najbolju gaming web-stranicu" po odabiru gledatelja Spike TV-ovog drugog Video Game Award Showa, i osvojio je nekoliko "Webby" nagrada. Ostale gaming web stranice poput IGN-a, 1UP.com i GameSpya su njihovi najveći rivali. Domena gamespot.com privuče oko 60 milijuna posjetitelja godišnje, prema istraživanju Compete.com 2008. godine.
GameSpot većinom pruža recenzije videoigara sljedećih platforma: Wii, Nintendo DS, PC, Xbox 360, PlayStation Portable, PlayStation 2 i PlayStation 3; uključujući i popise najpopularnijih igara. Web-stranica često nudi i izvješća za razne ostale konzole i platforme.

## Vanjske poveznice
- Službena stranica
  - GameSpot Australia
  - GameSpot UK